# Zwartkeelmierlijster
De zwartkeelmierlijster (Formicarius analis) is een zangvogel uit de familie Formicariidae (mierlijsters).

## Verspreiding en leefgebied
Deze soort komt voor van Honduras tot in het Amazonegebied en telt elf ondersoorten:
- F. a. umbrosus: van oostelijk Honduras tot westelijk Panama.
- F. a. hoffmanni: zuidwestelijk Costa Rica en zuidwestelijk Panama.
- F. a. panamensis: oostelijk Panama en noordwestelijk Colombia.
- F. a. virescens: de bergen van Santa Marta (Colombia).
- F. a. saturatus: noordelijk Colombia, noordwestelijk Venezuela en Trinidad.
- F. a. griseoventris: Sierra de Perija (Colombia en Venezuela).
- F. a. connectens: oostelijk Colombia.
- F. a. zamorae: oostelijk Ecuador, noordoostelijk Peru en westelijk Brazilië.
- F. a. crissalis: oostelijk Venzuela, de Guyana's en noordoostelijk Brazilië.
- F. a. analis: oostelijk en zuidoostelijk Peru, noordelijk Bolivia en centraal Brazilië.
- F. a. paraensis: amazonisch zuidoostelijk Brazilië.

## Status
De grootte van de populatie is niet gekwantificeerd maar omdat het verspreidingsgebied erg groot is wordt aangenomen dat de populatie behoorlijk groot is. Op de Rode lijst van de IUCN heeft deze soort de status niet bedreigd.